# Élections législatives partielles nord-coréennes de 1959
Les élections législatives partielles nord-coréennes de 1959 ont eu lieu le 19 juillet 1959 dans 56 circonscriptions. La raison de l'élection partielle était un nombre inhabituellement élevé de postes vacants (plus d'un quart des sièges) à l'Assemblée populaire suprême.
Les postes vacants ont été causés par des purges à la suite d'une tentative de « coup d'État » connue sous le nom d'incident de la faction d'août en 1956. Bien qu'il y ait eu des élections législatives prévues entre-temps, en 1957, les purges se sont poursuivies en 1959. Au moment de l'élection partielle, 51 députés avaient été purgés et cinq autres étaient décédés. Parmi les personnes purgées, 28 étaient membres du Parti du travail de Corée, sept du Parti social-démocrate de Corée, huit du Parti Chondogyo-Chong-u, trois indépendants, deux du Parti de la République populaire, deux du Parti du peuple des travailleurs et un de l'Union des masses populaires.
Le comité central du Parti du travail de Corée a interdit toute mention des prochaines élections dans les médias, probablement pour masquer la véritable ampleur des purges. Les électeurs ont simplement été informés que des sièges dans leurs circonscriptions étaient ouverts en raison d'« activités anti-populaires » de leurs anciens délégués.
55 candidats du Parti du travail de Corée se sont présentés aux élections dans autant de circonscriptions uninominales. Pak Sin-dok, le président du parti chondoïste Chongu, se présentait dans la circonscription restante. La procédure de vote avait été légèrement modifiée par rapport à l'élection précédente qui avait été critiquée comme antidémocratique à l'étranger : en 1957, il y avait eu une urne blanche pour les votes « pour » et une noire pour les votes « contre ». En 1959, il n'y avait qu'une seule boîte. Un bulletin de vote blanc compté comme un vote "pour" et un avec le nom du candidat barré comme "contre". Il y avait des cabines dans les bureaux de vote, mais une immense pression sociale empêchait pratiquement n'importe qui de les utiliser.
Quelque 1 200 000 votes ont été exprimés. Seuls 14 d'entre eux (environ 0,001%) avaient été des votes contre les candidats. C'était la dernière fois que des électeurs votaient contre aux élections nord-coréennes ; toutes les élections ultérieures ont enregistré des taux d'approbation de 100 %.

## Résultats
| Parti ou mouvement                                          | Parti ou mouvement                                          | Parti ou mouvement        | Voix       | %      | Sièges |
| ----------------------------------------------------------- | ----------------------------------------------------------- | ------------------------- | ---------- | ------ | ------ |
|                                                             |                                                             | Parti du travail de Corée |            | 99,999 | 55     |
|                                                             | Parti Chondogyo-Chong-u                                     |                           | 1          | 99,999 |        |
| Total Front démocratique pour la réunification de la patrie | Total Front démocratique pour la réunification de la patrie |                           | 56         | 99,999 |        |
| Contre                                                      | Contre                                                      | Contre                    | 14         | 0,001  | –      |
|                                                             |                                                             |                           |            |        |        |
| Total                                                       | Total                                                       | Total                     | ~1 200 000 | 100    | 56     |